# Ethiopische grootoorvleermuis
De Ethiopische grootoorvleermuis (Plecotus balensis) is een vleermuis uit het geslacht grootoorvleermuizen (Plecotus) die voorkomt in Ethiopië. De typelocatie is het Harenna-bos in het de Bale-bergen in het zuiden van Ethiopië (de zuidelijkste plaats waar Plecotus voorkomt). Tegenwoordig is hij met zekerheid bekend van drie locaties in Ethiopië, allemaal boven 2000 m hoogte, en hij komt waarschijnlijk ook in Eritrea voor. De Ethiopische grootoorvleermuis is het nauwste verwant aan de Noordoost-Afrikaanse grootoorvleermuis (P. christii), maar verschilt daar morfologisch van. Kruskop & Lavrenchenko (2000), de oorspronkelijke beschrijvers, dachten dat hij nauwer verwant was aan de bruine grootoorvleermuis (Plecotus auritus).
Hij verschilt van de grijze grootoorvleermuis (P. austriacus) door zijn bruinachtige kleur en kleinere grootte. Hij verschilt van de bruine grootoorvleermuis (P. auritus) doordat hij iets kleiner is en er geen geel in de vacht zit.